# 巴黎唐人街
巴黎的主要唐人街（Quartier chinois de Paris），称为舒瓦西三角（Triangle de Choisy）或小亚洲（Petite Asie），位于巴黎十三区东南，这一带有许多高层公寓。1970年代，来自前法国殖民地法属印度支那（今越南、柬埔寨、老挝）的华人难民定居在此。许多居民说粤语、潮州話、越南语、高棉语和寮語。该区有几座佛教寺庙和陳氏兄弟集團的大超市。主要的中国新年游行在此举行。另外两个在美丽城以及从巴黎市政厅广场到 Arts et Métiers quarter举行。法國福建同鄉會亦在此地。
巴黎唐人街代表亚洲社区的大规模植入，是欧洲最大的亚洲社区。舒瓦西大街和伊夫里大街，到伊夫里门（Porte d'Ivry）以及紧邻的郊区是其主轴线，居住着近50,000华人，越南人和老挝人。居民还包括来自法属波利尼西亚和法属圭亚那的华人，以及来自新喀里多尼亚的亚洲人。陳氏兄弟集團和巴黎士多集团的超市互相毗邻，都销售亚洲商品，是一个主要的景点。 
巴黎的三个其他亚裔区域分别在美丽城；巴黎第三区的rue au Maire附近，1900年第一个中国家庭定居于此，是华人和西南亚社区；最后一个在圣安娜街和小场街（rue des Petits-Champs）十字路口附近，为日本和韩国区。

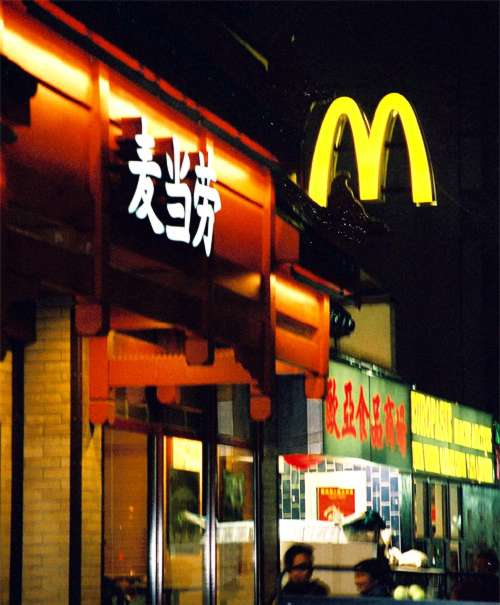
舒瓦西三角的混合文化
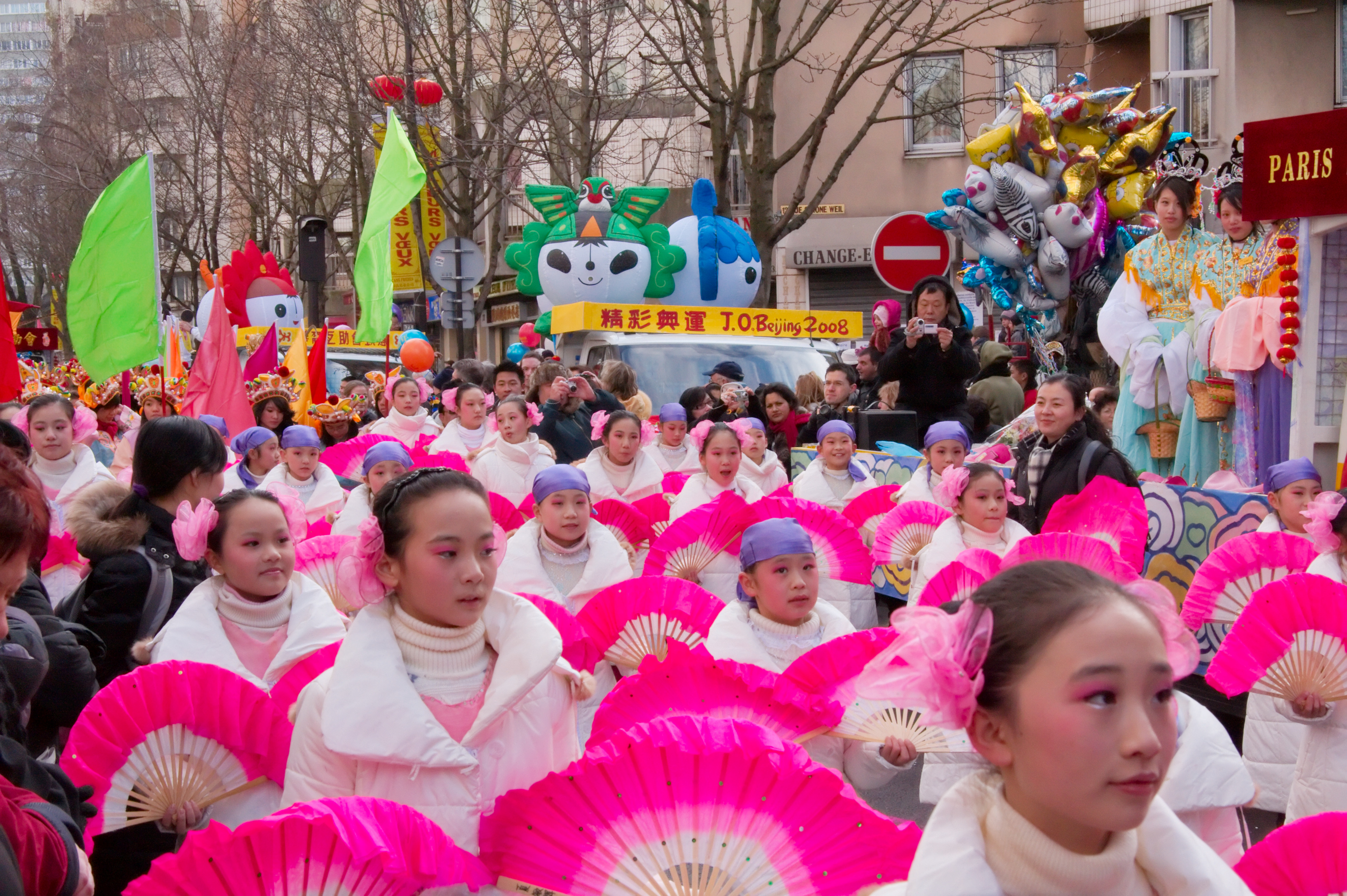
2009年中国新年游行的少女
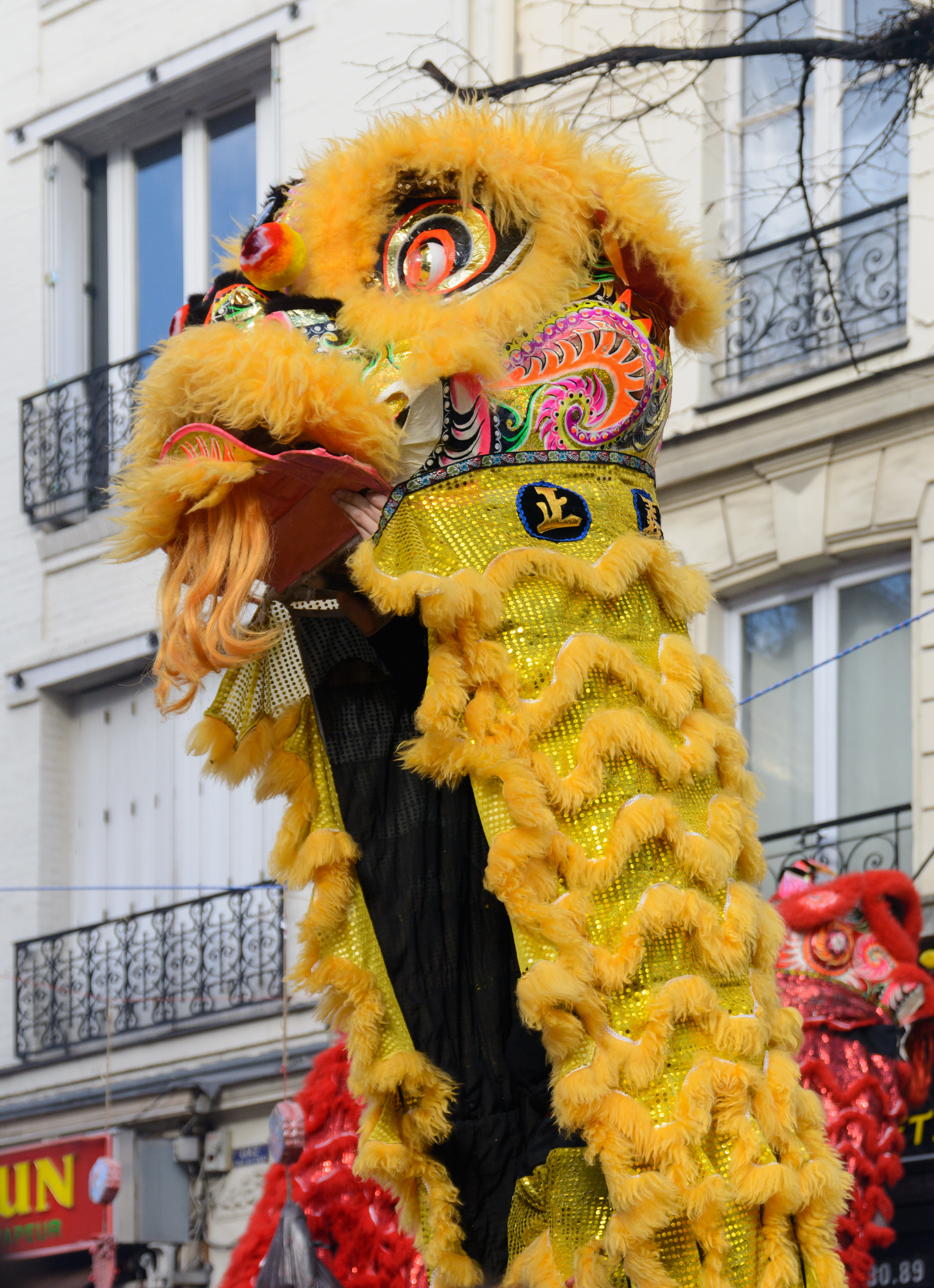
中国新年游行
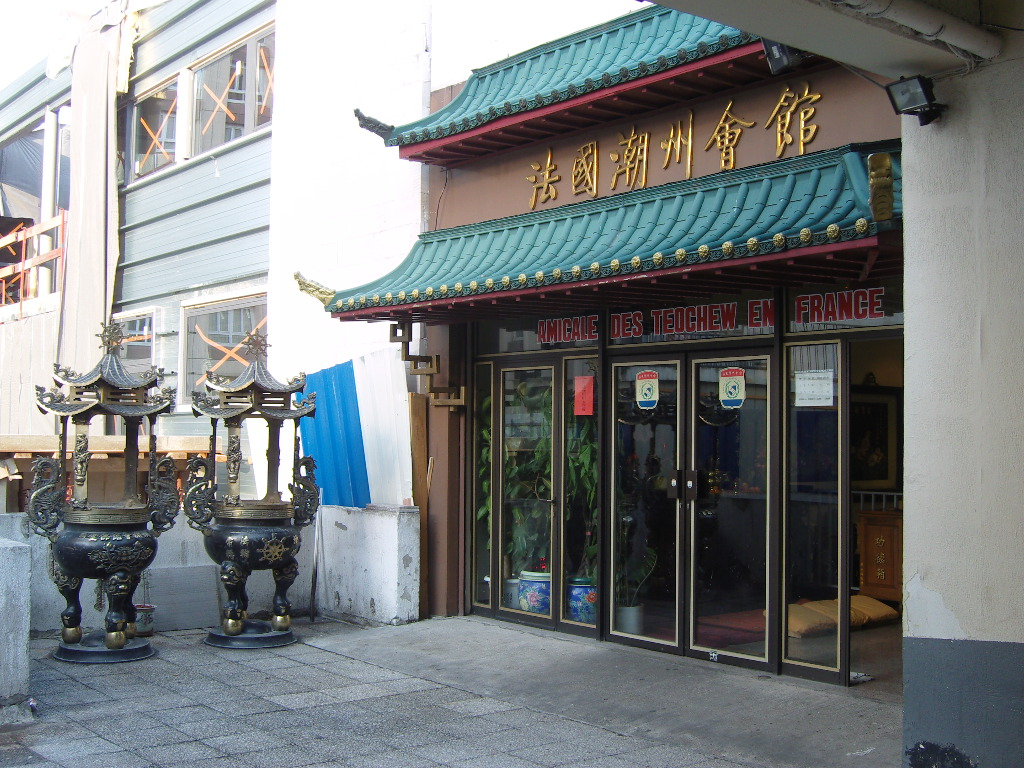
法國潮州會館

48°49′20″N 02°21′55″E / 48.82222°N 2.36528°E